# Poti
Poti (grúzul ფოთი) kikötőváros Grúzia nyugati részében, a Fekete-tenger keleti partján, az Abháziával szomszédos Szamegrelo-Zemo Szvanéti régióban.
Az ókori görög Phászisz gyarmatváros közelében épült. A 20. század eleje óta fontos kikötő és ipari központ, egyúttal a grúz hadiflotta fő bázisa és központja.
Népessége 2014-es adat szerint 41 465 fő.
A 2008 augusztusi dél-oszétiai háború során Poti jelentős károkat szenvedett.

## Földrajza
A grúz fővárostól, Tbiliszitől 312 kilométerre nyugatra fekszik, a Rioni folyó mocsaras deltavidékén. A város környékén a mocsaraktól elhódított területeken citrustermesztés folyik. A várost a Kolheti Nemzeti Park veszi körül, délkeleti szomszédja a Kaparcsina nevű kis folyó, délnyugaton a Paliasztomi-tó. Mintegy öt kilométerre délre Potitól van Maltakva falu, tengerparti üdülőközpont.
Poti átlaghőmérséklete 14,1 °C; januárban 2 °C, júliusban 22,9 °C. A csapadék bőséges, éves mennyisége eléri az 1960 millimétert.

## Történelme

### Az ókorban és a középkorban
Poti és környéke feljegyzett történelme 26 évszázadot ölel fel. Az ókorban és a középkor elején Phászisz görög polisz uralta a vidéket, amelyet milétoszi telepesek alapítottak Themisztegórasz vezetésével a Kr. e. 7. század legvégén vagy a Kr. e. 6. század legelején. Az ókor során Kolkhisz fontos kereskedelmi és kulturális központja volt. Sztrabón és idősebb Plinius szerint a Phászisz folyó (ma: Rioni) mentén futott a Fekete-tengerhez az indiai kereskedelmi út.
Hosszú viták után, víz alatt nehéz körülmények közt végzett régészeti kutatások segítségével mára sikerült azonosítani az ókori város hozzávetőleges helyét. A várost, vagy legalábbis egy részét az a tó nyelhette el, amelynek a partján Sztrabón szerint állt. A város helyének pontos meghatározása máig sem sikerült, ezt megnehezítik az elmúlt évszázadok alatt történt geomorfológiai változások. (A Rioni alsó folyása a mocsárvidéken gyakran változtatott medret.)
A harmadik mithridatészi háború során Phászisz a rómaiak kezébe került. A római parancsnok Pompeius, miután Ibériából Kolkhiszba lépett, itt találkozott Servilius legátussal, euxinusi (fekete-tengeri) flottájának parancsnokával Kr. e. 65-ben.
A kereszténység elterjedése után Phászisz püspöki székhely lett. Egyik püspöke, Kürosz alexandriai pátriárka is volt, 630 és 641 között.  A Keletrómai Birodalom és a Szászánida Birodalom közti láz háború (542 - 562) során a perzsák megtámadták Phásziszt, de sikertelenül.
A 8. században a grúz írott forrásokban megjelent a Poti név. Poti a grúz királyság tengeri kereskedelmének központja volt, a középkori európai utazók Fasso néven ismerték. A 14. században Genova kereskedelmi lerakatot létesített itt, de ez nem élt meg hosszú időt.

### Későbbi történelme

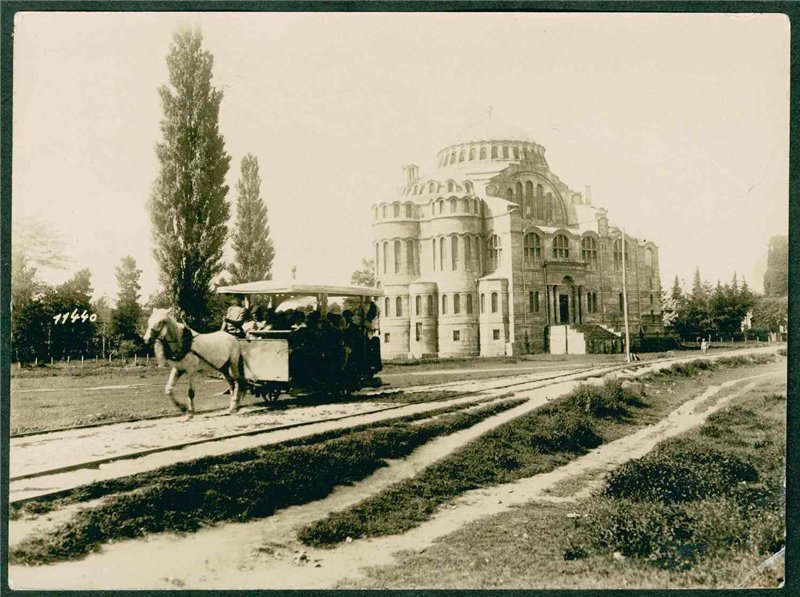
A neobizánci poti katedrális, 1906–1907

1578-ban a Török Birodalom hódította meg Potit. A törökök alaposan megerősítették a várost, amelyet ők Faş néven ismertek, és amely egyik kaukázusi kereskedelmi központjukká vált, nagy rabszolgapiaccal. A nyugat-grúziai hercegek egyesített serege 1640-ben visszafoglalta a várost, 1723-ban azonban ismét a törökök kezébe került. A grúzok az orosz cár csapataival szövetkezve 1770–71-ben sikertelen kísérletet tettek a város visszahódítására. Amikor a következő évszázad elején az oroszok elfoglalták a grúz területek jórészét, 1809-ben grúz szabadcsapatok segítségével Potiból is elűzték a török hadsereget, de a bukaresti szerződés (1812) a város visszaadására kötelezte őket. A következő orosz-török háború (1828-29) ismét fordulatot hozott, és Potit Oroszország kapta. 1858-ban a Kutaiszi kormányzóság részévé tették és kikötővárosi státuszt kapott. 1863 és 1905 közt kikötőjét újjáépítették. 1872-ben a kaukázusi vasúti forgalom egyik végállomásává vált, amelyet direkt vonal kötött össze Tiflisszel.
Poti különösen Niko Nikoladze polgármestersége idején (1894–1912) nőtt méretben és fontosságban. Ekkor épült a drámai színház, a neobizánci stílusú katedrális, két gimnázium, az villamos erőmű, az olajfinomító stb. 1900-ra Poti a Fekete-tenger egyik legfontosabb kikötője lett, amelyen áthaladt Grúzia mangán és szén exportjának jórésze. 1905 decemberében, az 1905-ös orosz forradalom idején munkások sztrájkjai és barikádharcok színterévé vált. Az 1917-es orosz forradalom idején a város újra főszerepet kapott: itt szálltak partra a német és brit expedíció seregek. 1918. május 28-án, előzetes szövetségi egyezményt írt alá Potiban Németország és Grúzia. 1921. március 14-én azonban a Grúziát alávető Vörös Hadsereg elfoglalta Potit is. A szovjet korszakban a város fontos kikötő maradt és ipari fejlődése, katonai központtá válása folytatódott.

## Gazdaság
Gazdaságának legfontosabb szektorai a szolgáltatások, illetve az élelmiszeripar. A poti tengeri kikötőben évente 7,7 millió tonna árut raknak át.
2008 áprilisában a grúz állam 51%-os részesedést adott el a kikötőben az Egyesült Arab Emírségekhez tartozó Rász el-Haima emírség Befektető Hatóságának, amely 49 éves koncesszió keretében szabadkereskedelmi övezetet hozott létre és egy új kikötőterminált kíván építeni.

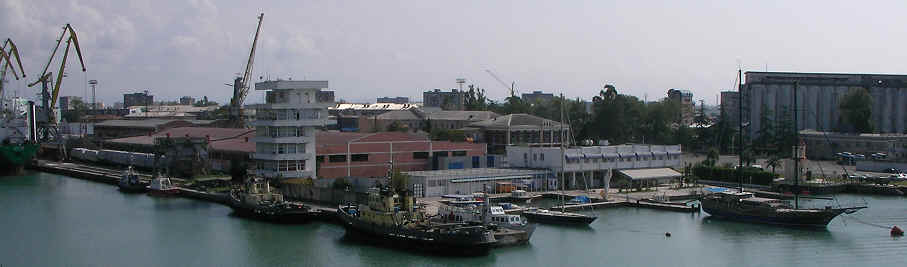
Poti kikötője

## Testvérvárosai
- LaGrange (Georgia), USA
- Burgasz, Bulgária
- Lárnaka, Ciprus
- Aktau, Kazahsztán (2005)